# José Matías Avilés Giraud
José Matías Avilés Giraud (Guayaquil, 1836- ibidem, 16 de junio de 1899) fue un escritor ecuatoriano.

## Biografía
Nacido en la ciudad de Guayaquil, hijo de José Joaquín de Avilés Pareja rico hacendado y de María del Carmen Giraud hija del francés José Giraud. En 1851 ingresa al Colegio Seminario de su ciudad. En 1857 comenzó a editar la revista quincenal "El Álbum Literario" de la cual salieron 12 números. Fue la primera revista literaria guayaquileña. En ese año parte a Quito y obtuvo sus grados en Derecho ingresando a la Academia de Abogados. En 1858  se incorporó ante la Corte Superior de Guayaquil. Su hermano José María Aviles Pareja avencidado en Quito y miembro del Triunvirato que gobernó la sierra hasta 1861, obtuvo la designación de Ministro de la Corte Superior de Guayaquil. En 1862 compuso el drama "Adolfo" presentado en el teatro Olmedo ubicado en las actuales Pedro Carbo y Aguirre. En ese mismo año es electo Concejal y en 1864 firmó con el presidente del Concejo Pedro Carbo y demás miembros de la Municipalidad, un Manifiesto de protesta titulado "A las Armas Americanos" por la toma del archipiélago de las islas peruanas de Chincha, realizado por la armada Española. García Moreno ordena el destierro de Pedro Carbo, luego se revoca el destierro por el creciente apoyo que tenía el repúblico guayaquileño. Ese mismo año del 64 fue Diputado y concurrió al Congreso. Es ascendido a Ministro de la Corte Suprema pero en 1865 se aleja de la política criminal de García Moreno debido a los eventos acaecidos en Puna y Punta de Piedra donde decenas de liberales guayaquileños fueron mandados a fusilar por el presidente. En 1866 es electo Presidente del Tribunal Fiscal del Guayas. En enero de 1871 fundó y actuó como redactor de la revista El Rosicler. En 1876 fue partidario de la revolución del General Veintimilla pero luego se separó con Pedro Carbo. Entre 1876-1879 funge como director de la Biblioteca Municipal de Guayaquil. Partició en la redacción del Comercio de Guayaquil, hasta que se separó del mismo por haber sido comprado por Veintimilla. Por 1883 funda "La Bandera Nacional". En 1884 fue miembro fundador de la redacción de El Telégrafo. En el incendio de octubre de 1896 perdió su biblioteca. Falleció en Guayaquil el 16 de junio de 1899. 